# Leona Vicario

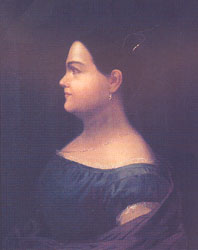
Leona Vicario de Quintana Roo

Leona Vicario, cũng được ít người biết đến là Leona Vicario de Quintana Roo (10 tháng 4 năm 1789 – 24 tháng 8 năm 1842) là một ủng hộ viên của cuộc chiến giành độc lập cho Mexico. Từ nơi ở của mình tại Mexico City, cô cung cấp thông tin tình báo và tiền bạc cho lực lượng nổi dậy.

## Tiểu sử
Cô kết hôn với một người trong phe nổi dậy là Andrés Quintana Roo. Họ được chôn cạnh nhau tại Independence Column ở Mexico City. Leona Vicario được đặt tên bởi một hội đồng đặc biệt bởi Tổng thống lúc đó là Antonio Lopez de Santa Anna là "Người mẹ dịu hiền của đất tổ" (Benemerita y Dulcisima Madre de la Patria) vào tháng 8 năm 1842, chỉ vài ngày sau khi cô mất, cô được chôn tại Mexico City và là người phụ nữ dân thường duy nhất được quốc tang.